# Asociación de MBA
La Asociación de MBAs (AMBA) es una organización internacional con sede en Londres que acredita programas de Maestría en Administración de Negocios (MBA) en universidades en todo el mundo. La Asociación es una de las tres principales organizaciones de acreditación en la educación de negocios posgrado (véase Triple Corona). Desde el año 2005, AMBA acredita grados Maestría en Negocios Internacional. Desde el año 2006, AMBA también acredita grados Doctorado en Administración de Negocios (DBA).
AMBA fue fundada en 1967 y hasta 2011 ha acreditado 189 escuelas de negocios en 46 países, incluyendo cinco en España y 29 en América Latina.
Las escuelas acreditadas en España incluyen Instituto de Empresa, ESADE, IESE, ESIC Business and Marketing School y Escuela de Alta Dirección y Administración (EADA). Las instituciones en América Latina incluyen seis escuelas en México, cinco en Chile, cinco en Argentina y una en Uruguay. Las acreditaciones de AMBA tienen un período de cinco, tres o un año.
Cada año desde 1998, un MBA Estudiante del Año ha sido seleccionado por AMBA mediante un concurso a nivel mundial. La división de investigación de AMBA realiza estudios sobre las regulaciones gubernamentales y sobre el mercado de la educación de negocios. De esta manera, AMBA es un catalizador para la modernización del currículo de los programas de MBA.

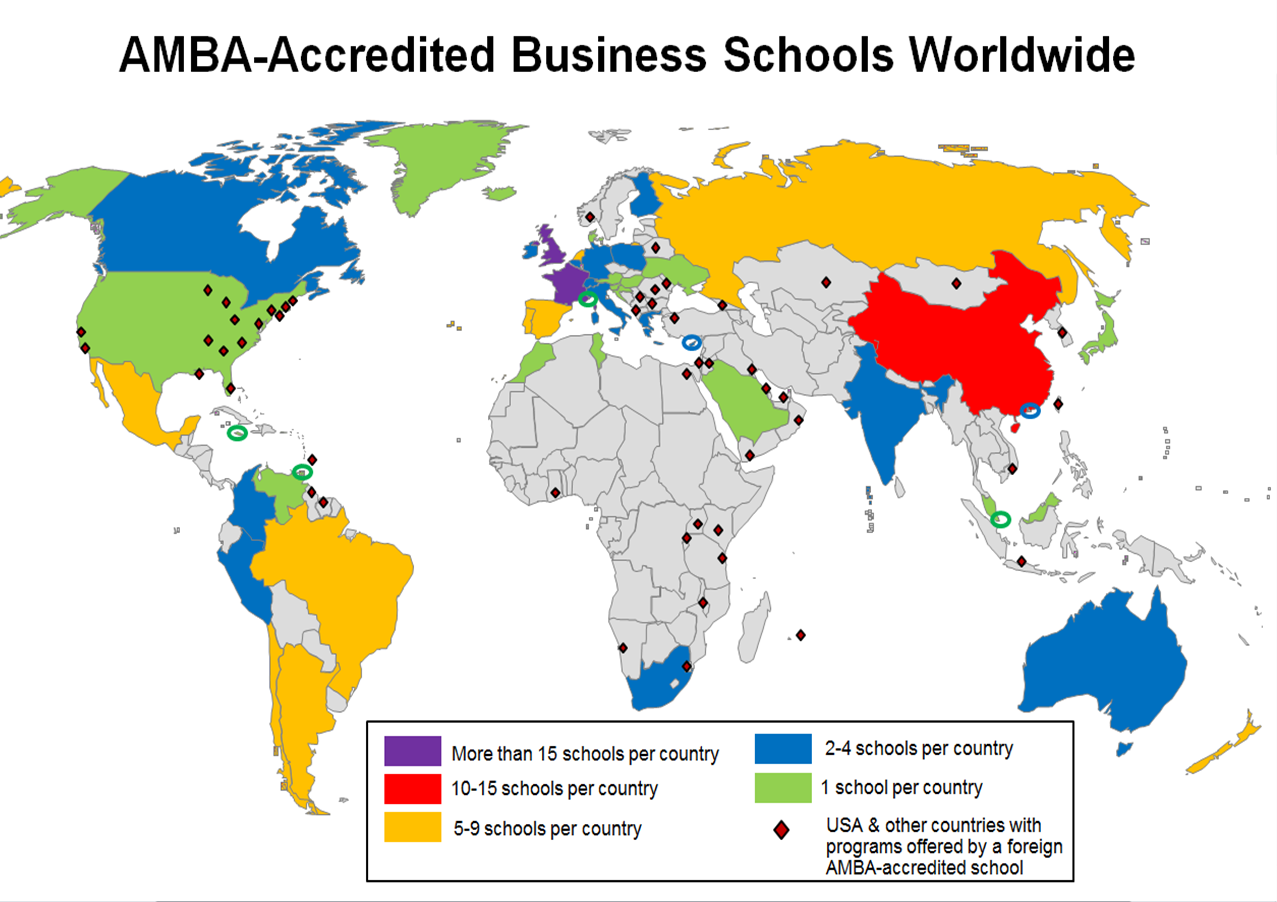
AMBA-accredited Business Schools Worldwide

El decano del Instituto de Empresa, Santiago Iñiguez, es miembro del Consejo de Acreditación de AMBA.
El presidente actual de AMBA es Sir Paul Judge, el fundador de la escuela de negocios Cambridge Judge Business School en la Universidad de Cambridge.